# Engel Hoogerheyden
Engel Hoogerheyden (Middelburg, (gedoopt) 13 oktober 1740 - aldaar, 11 mei 1807) was een Nederlands kunstschilder, gespecialiseerd in zeegezichten.

## Levensloop
Zijn ouders, Marinus Hoogerheyden (1703-1784) en Cornelia Hekmans (1697-c. 1749), waren afkomstig uit Bergen op Zoom. De familienaam werd ontleend aan het nabij gelegen Hoogerheide.
Hoogerheyden kreeg een maritieme opleiding. In 1756 diende hij bij de Admiraliteit van Zeeland als jongmaat op het oorlogsfregat Sint Maartensdijk. In 1758 stapte hij over naar de VOC als matroos op het spiegelretourschip De Liefde. Op de uitreis kreeg hij een ongeluk en verloor een been. Hij keerde uit Indië terug met het schip Overschie en kreeg ondersteuning van de armenzorg.
In 1766 kreeg hij een walfunctie bij de Kamer Zeeland van de VOC als beheerder van de bierkelder in Middelburg. In de jaren daarna moet hij begonnen zijn met het schilderen van maritieme voorstellingen. Zijn eerste gedateerde schilderij is van 1772. Hij ontving ondersteuning van de rijke Middelburgse koopman Daniël Radermacher (1722-1803), die hem verschillende opdrachten gaf voor het maken en restaureren van schilderijen.
Halverwege de achttiende eeuw was het beroep van zeeschilder bijna uitgestorven, omdat Nederland als maritieme natie er weinig florissant voorstond. Hoogerheyden was, samen met Gerrit Groenewegen (1754-1826) en David Kleyne (1753-1805) een van de weinige schilders die zich in maritieme onderwerpen specialiseerde. Vooral in de oorlog op zee speelden zich nogal wat ontwikkelingen af die hiervoor in aanmerking kwamen: de Vierde Engels-Nederlandse Oorlog (1780-1784), de Expeditie op de Schelde (1793) en de tijd van de Bataafse Republiek (1795-1805).

## Werk

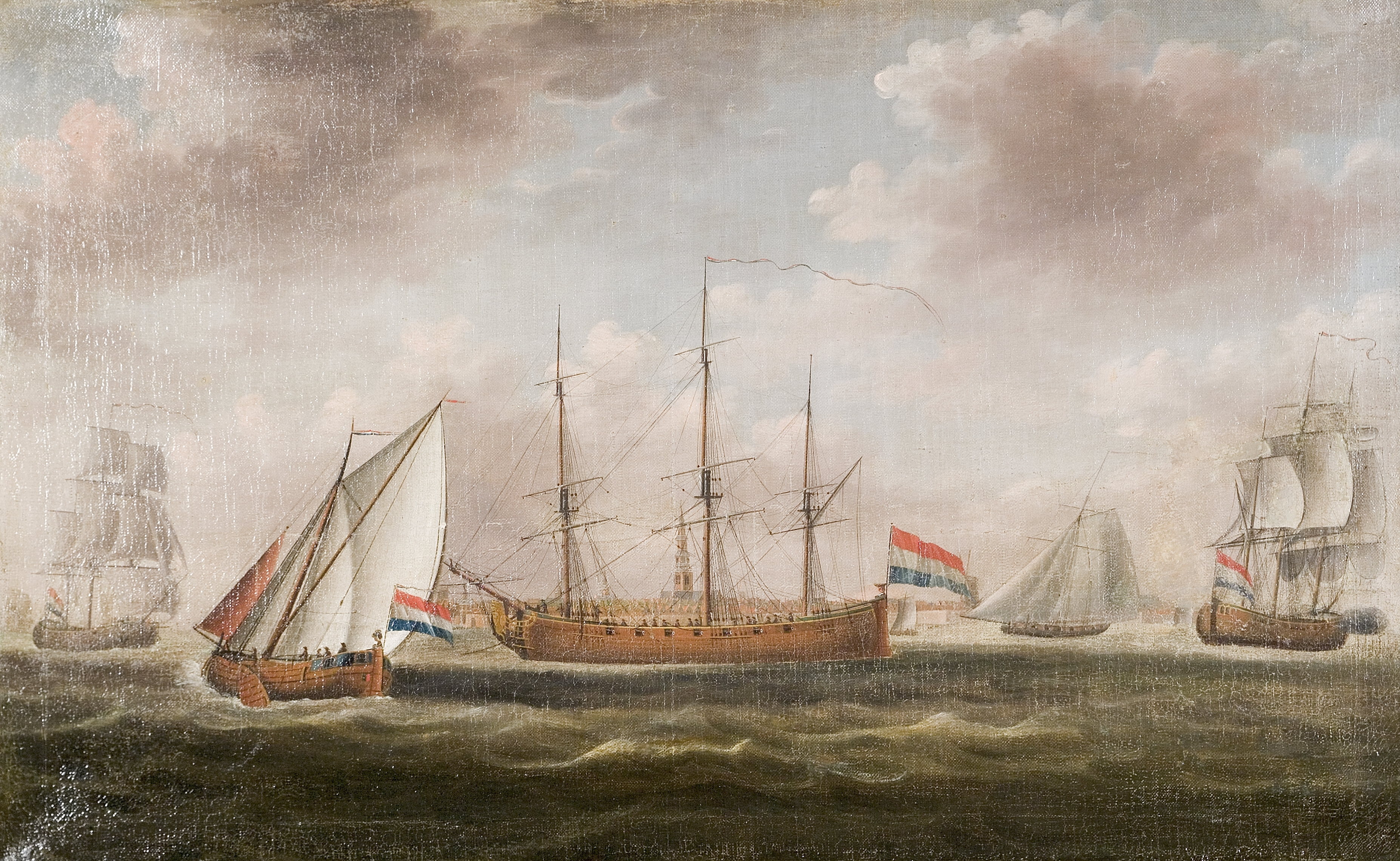
Scheepsportret van de Driemasthoeker Brandenburg op de rede van Vlissingen, 1779, Zeeuws maritiem muZEEum

In 1779 legde Hoogerheyden in vier tekeningen de ondergang vast van het VOC-schip Woestduyn, waarbij Frans Naerebout en zijn broer een groot deel van de bemanning wisten te redden. Van de tekeningen werden in 1780 gravures gepubliceerd in het tijdschrift Nederlandsche Mercurius.
Daarna vervaardigde hij diverse schilderijen in opdracht van particulieren, waaronder hoge marineofficieren naar aanleiding van door hen verrichte heldendaden, zoals de expeditie van Jacob Pieter van Braam naar Oost-Indië (1783-1786), het zeegevecht bij Kaap Sint-Marie door Pieter Melvill van Carnbee (1781) en de Bataafse vloot onder schout-bij-nacht Carel Hendrik Ver Huell (1804-1805). Voor de Middelburgsche Commercie Compagnie legde hij het uitvaren van slavenschepen vast, voor de Essequibo Sociëteit een fregatschip op de rede van Vlissingen.
In 2007 werd Hoogerheyden aan de vergetelheid ontrukt in een expositie in het Stadhuismuseum van Veere onder de titel Varend verleden van Veere. De Zeeuwse marineschilder Engel Hoogerheyden (1740-1807) en een begeleidend boek.